# Monsters in the Closet
Monsters in the Closet è il quarto album in studio del gruppo musicale statunitense Mayday Parade, pubblicato l'8 ottobre 2013 dalla Fearless Records.

## Tracce
1. Ghosts – 4:42
2. Girls – 3:22
3. Last Night for a Table of Two – 3:39
4. 12 Through 15 – 4:58
5. The Torment of Existence Weighed Against the Horror of Nonbeing – 4:04
6. Even Robots Need Blankets – 3:24
7. Repent and Repeat – 2:54
8. Demons – 3:31
9. Sorry, Not Sorry – 3:25
10. Nothing You Can Live Without, Nothing You Can Do About – 3:55
11. Hold onto Me – 3:15
12. Angels – 4:14

Tracce bonus nell'edizione deluxe
1. Hear the Sound – 4:05
2. Stuck in Remission – 3:26
3. Worth a Thousand Words – 3:42

## Formazione
- Derek Sanders – voce, tastiera
- Alex Garcia – chitarra solista
- Brooks Betts – chitarra ritmica
- Jeremy Lenzo – basso, voce secondaria
- Jake Bundrick – batteria, percussioni, voce secondaria

## Classifiche
| Classifica (2013)         | Posizione massima |
| ------------------------- | ----------------- |
| Stati Uniti               | 10                |
| Stati Uniti (independent) | 4                 |
| Stati Uniti (alternative) | 4                 |
| Stati Uniti (rock)        | 4                 |